# Céline Malyster
Céline Malyster (Sint-Truiden, 11 september 1983) is een Vlaamse schrijfster, actrice en presentatrice. Ze presenteert onder andere op Kanaal Z en de regionale omroepen TV Limburg en ROB TV. In 2021 bracht ze haar debuutroman "Vrouw. Met kind." uit.

## Levensloop
Malyster ging naar de lagere en middelbare school in Sint-Truiden en behaalde aan de Haspengouwse Academie haar diploma Woordkunst en Drama. Ze studeerde in 2005 af als tolk Deens-Zweeds aan de Erasmus Hogeschool Brussel. Tijdens haar laatste jaar nam ze deel aan Miss Belgian Beauty waar ze eindigde als eerste eredame.
Na haar studies presenteerde ze voor TV Limburg het zomerprogramma Zomerkriebels. Van 2006 tot 2009 presenteerde ze de avondspits op Radio HIT FM. Later werkte ze onder andere voor het productiehuis WEB Productions, reclamebureau Saatchi&Saatchi en Hotel Hungaria.
Malyster begon in 2006 als ondernemer en richtte in 2017 onder meer het online modemerk Les Canailles. Van 2012 tot en met 2019 maakte ze deel uit van het managementteam van Callexcell. In 2019 startte ze een sales en content marketingbureau Walhalla Branding.
Als actrice begon ze bij theatergroep Pol Stas. Ze speelde sindsdien meerdere rollen in Vlaamse series, waaronder Déjà Vu, LouisLouise, Familie en Thuis. Malyster is actief in het theater bij Pol Stas en Theater De Roxy onder leiding van Gunther Reniers en Yves Caspar.
In 2021 bracht Malyster de semi-autobiografische roman 'Vrouw. Met kind.' uit over een alleenstaande moeder.

## Filmografie
- LouisLouise (2008)
- Familie (2018) - als Tania
- Familie (2021) - als Claire Durieux
- Thuis (2025) - als Zahra Visine